# 10475 Maxpoilane
10475 Maxpoilane este o planetă minoră (asteroid) din centura de asteroizi. A fost descoperită pe 1 martie 1981 la Observatorul Siding Spring de Schelte J. Bus. 
Obiectul prezintă o orbită caracterizată de o semiaxă mare de 2,3309915 UAi, o excentricitate de 0,1, o înclinație de 6,31098 ° în raport cu ecliptica.